# Usine Tesla de Lathrop
Ne doit pas être confondu avec Usine Tesla de Fremont ou Gigafactory 1.
L'usine Tesla de Lathrop ou l'usine de Megapack (en anglais : Megafactory) située à Lathrop en Californie est l'usine d'assemblage des Megapack de Tesla.

## Histoire
Tesla projette en 2014 la construction de cette usine. Une centaine d'embauches est prévue dans un premier temps, avant d'atteindre à terme 6500 personnes.
Lors de la construction de cette Megafactory en 2021, c'est un millier d'embauches qui est prévu. Quelques craintes émergent sur un désengagement de Tesla dans la région, en raison du déménagement d'Elon Musk au Texas et de ses critiques des politiques californiennes, mais la construction se poursuit finalement.
Depuis mai 2023, les Megapack sont produits uniquement dans l'usine de Lathrop, leur production s'étant arrêtée dans l'usine du Nevada.

## Implantation
L'usine est située à environ 120 kilomètres de San Francisco et environ 80 kilomètres de l'usine Tesla de Fremont, sur un site précédemment occupé par un centre de distribution Daimler-Chrysler.

## Production
L'usine produit des batteries de véhicules destinées à Tesla mais aussi à d'autres marques, en prévoyant en 2022 une capacité totale de production annuelle de 10 000 batteries Megapack, soit un total de 40 GWh.